# Schnarcherklippen

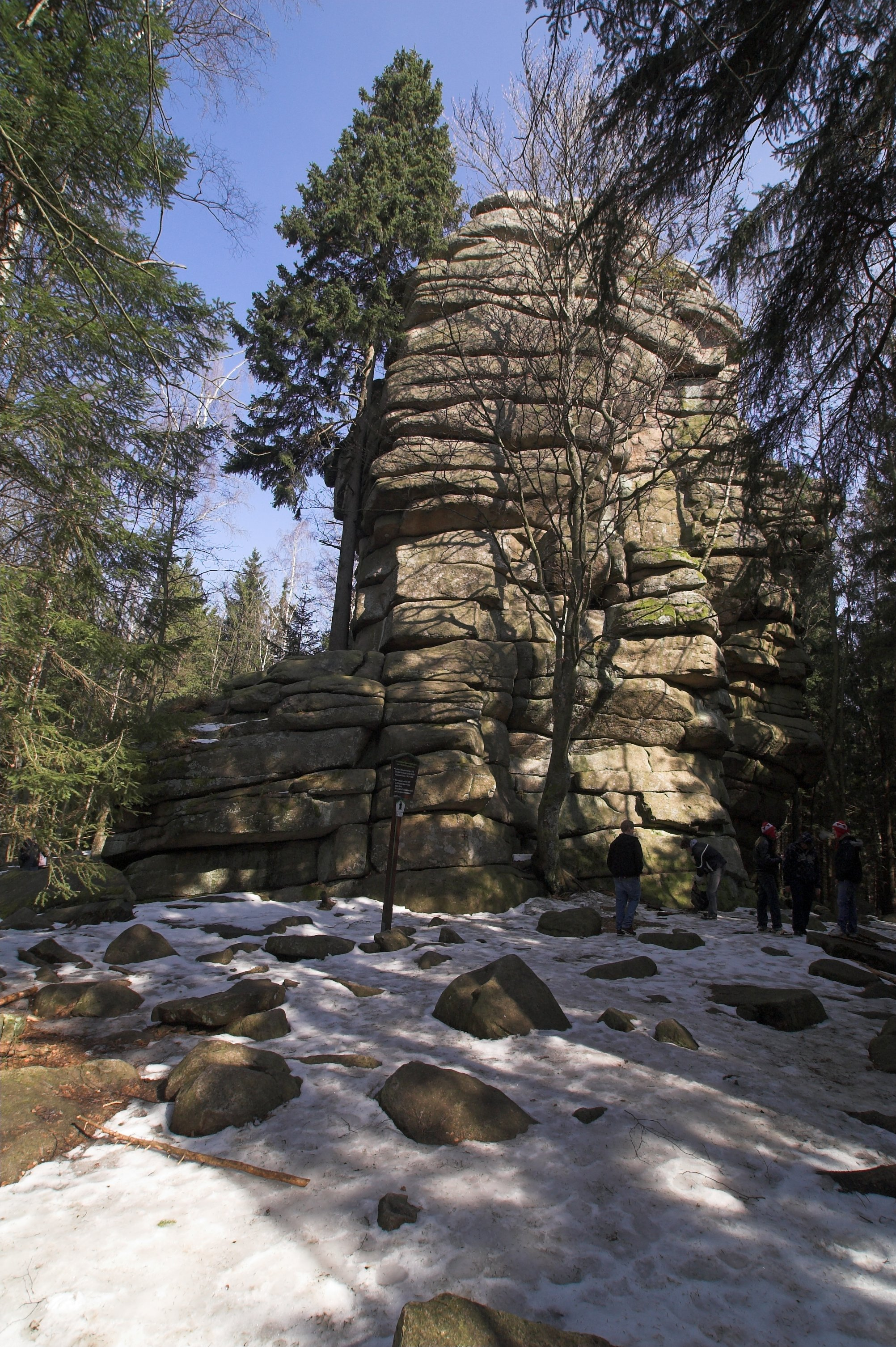
Die nordöstliche…

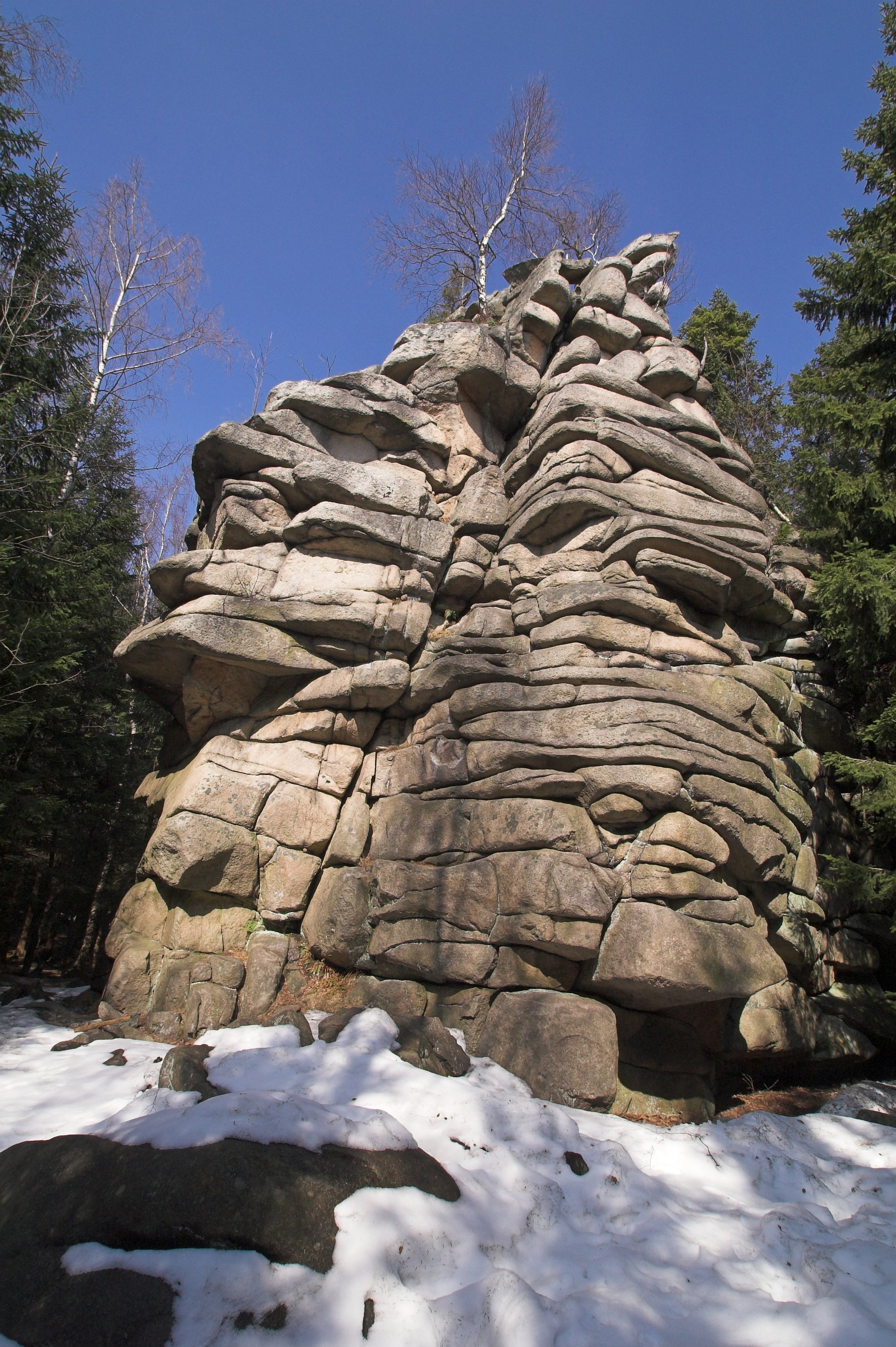
…und südwestliche Schnarcherklippe

Die Schnarcherklippen sind eine eindrucksvolle, zweitürmige Granitfelsformation (bis 671 m ü. NN) nahe Schierke im Mittelgebirge Harz im Landkreis Harz in Sachsen-Anhalt.

## Geographische Lage
Die Schnarcherklippen befinden sich im Hochharz im Naturpark Harz/Sachsen-Anhalt zwischen den Ortschaften Schierke im Norden und Elend im Südosten auf der Nordwestflanke des bewaldeten Barenbergs (695,5 m ü. NN), der sich westlich des Tals der Kalten Bode erhebt. In der Nachbarschaft liegen die Mäuseklippe im Nordwesten und die Scherstorklippen im Südwesten.

## Allgemeines
Die beiden rund 20 m voneinander entfernt stehenden und etwa 25 m bis 28 m hohen Felstürme der Schnarcherklippen gehören zum Brockengranitstock und weisen eine deutliche Wollsackverwitterung auf. Eine Besonderheit der Klippen ist die Ablenkung der Kompassnadel aus ihrer Nordrichtung aufgrund des Vorkommens von Magnetit im Gestein. Bei Wind aus südöstlicher Richtung erzeugen die Klippen eigenartige Geräusche, welche bei der Namensgebung Pate standen.

## Goethe und die Klippen
Auf seiner dritten Harzreise im September 1784 besuchte Johann Wolfgang von Goethe unter anderem auch die Schnarcherklippen. Diese fanden in Faust I und Faust II Erwähnung:
|  | Seh die Bäume hinter Bäumen, wie sie schnell vorüberrücken, und die Klippen, die sich bücken, und die langen Felsennasen, wie sie schnarchen, wie sie blasen! Goethe (Faust I) | Der Blocksberg bleibt ein gar bequem Lokal, Wo man auch sei, man findet sich zumal. Frau Ilse wacht für uns auf ihrem Stein, Auf seiner Höh wird Heinrich munter sein, Die Schnarcher schnauzen zwar das Elend an, Doch alles ist für tausend Jahr getan. Goethe (Faust II) |

## Wandern und Klettern
Die Schnarcherklippen sind am kürzesten über einen Wanderweg von Schierke erreichbar. Sie sind als Nr. 14 in das System der Stempelstellen der Harzer Wandernadel einbezogen. Die Stempelstelle Schnarcherklippe befindet sich in einer nahe den Klippen stehenden Schutzhütte.
Der nordöstliche Felsen ist über mehrere Eisenleitern besteigbar, der südwestliche bleibt Kletterern vorbehalten. Im Kletterführer „Paules Kletterbibel Ostharz“ werden an der südwestlichen Klippe 21 Routen der Schwierigkeitsgrade I bis VIIIb (Sächsische Skala) beschrieben. Die 26 Routen am nordöstlichen Turm weisen Schwierigkeiten von IV bis IXc auf.

## Aussichtsmöglichkeit
Von den Gipfeln der Schnarcherklippen fällt der Blick zum Urlaubsort Schierke im Norden, Erdbeerkopf im Nordnordosten mit dem jenseits davon befindlichen Hohnekamm, Barenberg im Südosten, Brockenmassiv im Nordwesten, Wurmberg im Westen.